# فريدي وليامز
فريدي وليامز (بالإنجليزية: Freddie Williams)‏ (و. 1926 – 2013 م) هو متسابق دراجات نارية ويلزي، توفي في سويندون، عن عمر يناهز 87 عاماً، بسبب سكتة.